# Leuceruthrus micropteri
Leuceruthrus micropteri är en plattmaskart. Leuceruthrus micropteri ingår i släktet Leuceruthrus och familjen Azygiidae. Inga underarter finns listade i Catalogue of Life.